# Rio Coitinho
Rio Coitinho är ett vattendrag i Brasilien.   Det ligger i delstaten Paraná, i den södra delen av landet, 1 100 km söder om huvudstaden Brasília.
Trakten runt Rio Coitinho består till största delen av jordbruksmark. Runt Rio Coitinho är det ganska tätbefolkat, med 139 invånare per kvadratkilometer.